# Federación Española de Bádminton
La Federación Española de Bádminton (FESBA), es el máximo organismo nacional de bádminton en España. Se fundó en 1985 y su primer presidente fue José Luis Villa Piñeiro. Desde octubre de 2020 su presidente es Andoni Azurmendi.
El bádminton en España comenzó a practicarse en Galicia a principios de la década de 1970. El primer campeonato de España de bádminton se disputó en Valladolid en 1982.

## Jugadores destacados
David Serrano Vílchez consiguió 7 campeonatos de España consecutivos entre 1990 y 1996. Además, fue el primer jugador de bádminton español en participar en unos Juegos Olímpicos, haciéndolo en Barcelona 1992, junto a Esther Sanz. Pablo Abián ostenta el récord de campeonatos de España, con veintiséis títulos, el último de los cuales fue conseguido en el 2025. 
A nivel internacional, en los mundiales de Birmingham en 2003, Sergio Llopis y José Antonio Crespo consiguieron clasificarse para octavos de final de dobles masculino; al año siguiente lograron participar en los Juegos Olímpicos de Atenas. En los Juegos Olímpicos de Beijing 2008, Yoana Martínez consiguió la primera victoria de la delegación española en este deporte en su historia.
Las dos personas que representaron a España en los juegos olímpicos de Londres 2012 fueron Pablo Abián y Carolina Marín.
El aragonés participó en sus segundas Olimpiadas después de clasificarse para Pekín 2008 y Carolina, a sus 19 años, disfrutó en la capital inglesa de sus primeros Juegos. Cabe destacar que en el año 2014, la jugadora española Carolina Marin, consiguió a la edad de 21 años, su primer europeo y su primer mundial, siendo la primera jugadora española que logra estos dos campeonatos.
En el año 2015, se proclama por segunda vez campeona del mundo, derrotando en la final a la jugadora india Saina Nehwal, convirtiéndose en la bicampeona del mundo más joven de la historia.
En el año 2016, Carolina Marín participa en sus segundos Juegos Olímpicos, en los Juegos Olímpicos de Río de Janeiro 2016, derrotando en la final a la jugadora india Pusarla Venkata Sindhu, convirtiéndose en la primera campeona olímpica española de la historia y la primera campeona olímpica no asiática de la historia.
En el año 2017, Carolina Marín se convierte en tricampeona de Europa, derrotando en la final a la jugadora escocesa Kirsty Gilmour.

## Competiciones
A nivel nacional
Las competiciones más relevantes en España son:
- Campeonato de España de bádminton
- Circuito de Ranking Nacional Absoluto
- Liga Nacional de Clubes

A nivel internacional
- Torneo Internacional de España

Además, España ha organizado dos Campeonatos del Mundo:
- Campeonato mundial de 2001 en Sevilla.
- Campeonato mundial de 2006 en Madrid.

Y un Campeonato de Europa de bádminton veterano:
- Campeonato de Europa de bádminton veterano de 2008 en Punta Umbría

## Presidentes
| N.º | Nombre                 | Comunidad Autónoma  | Años       |
| --- | ---------------------- | ------------------- | ---------- |
| 1   | José Luis Vila Piñeiro | Galicia             | 1985-1992  |
| 2   | Manuel Hernández       | Comunidad de Madrid | 1992-2004  |
| 3   | David Cabello Manrique | Andalucía           | 2004- 2020 |
| 4   | Andoni Azurmendi       | País Vasco          | 2020-      |

## Federaciones territoriales
| País                   | Federación                                         | Siglas  |
| ---------------------- | -------------------------------------------------- | ------- |
| Andalucía              | Federación Andaluza de Bádminton                   | FAB     |
| Aragón                 | Federación Aragonesa de Bádminton                  | FARBA   |
| Principado de Asturias | Federación de Bádminton del Principado de Asturias | FBPA    |
| Islas Baleares         | Federación Balear de Bádminton                     | FEBAB   |
| Islas Canarias         | Federación Canaria de Bádminton                    | FCB     |
| Cantabria              | Federación Cántabra de Bádminton                   | FECBA   |
| Castilla-La Mancha     | Federación de Bádminton de Castilla La-Mancha      | FEBACAM |
| Castilla y León        | Federación de Bádminton de Castilla y León         | FECLEBA |
| Cataluña               | Federación Catalana de Bádminton                   | FECAB   |
| Comunidad Valenciana   | Federación de Bádminton de la Comunidad Valenciana | FBadCV  |
| Extremadura            | Federación Extremeña de Bádminton                  | FEXBA   |
| Galicia                | Federación Gallega de Bádminton                    | FeGaBad |
| Comunidad de Madrid    | Federación Madrileña de Bádminton                  | FEMBAD  |
| Región de Murcia       | Federación de Bádminton de la Región de Murcia     | FEBAMUR |
| Navarra                | Federación Navarra de Bádminton                    | FENABA  |
| La Rioja               | Federación Riojana de Bádminton                    | FRIBAD  |
| País Vasco             | Federación Vasca de Bádminton                      |         |